# Nationaal zeereservaat Dungonab-baai en Mukkawar-eiland
Het Nationaal zeereservaat Dungonab-baai en Mukkawar-eiland is een zeereservaat in de Rode Zee voor de kust van Soedan, nationaal beschermd sinds 1990. Het reservaat ligt voor de kust van de Soedaneese staat Rode Zee, zo'n 125 km ten noorden van Port Soedan.
Het omvat een zeer divers systeem van de koraalriffen, mangrovebossen, zeegrasvelden, stranden en eilandjes. De site biedt een habitat voor de populaties van koraal, zeevogels, zeezoogdieren, vissen, haaien, schildpadden en mantaroggen. Dungonab-baai heeft ook een mondiaal gezien aanzienlijke populatie van Indische zeekoeien.
Mukkawar-eiland (ook Mukawwar-eiland) is het grootste eiland voor de kust van Soedan, met een oppervlakte van 20 km². Het is zo'n 12 km lang op maximaal 3,3 km breed met als hoogste punt 94 m. Het is een onbewoond eiland, zo'n zeven kilometer voor de kust, ter hoogte van Dungonab-baai.
In juli 2016 werd het gebied erkend als natuurlijk werelderfgoed door de 40e sessie van de Commissie voor het Werelderfgoed en in Istanboel ingeschreven op de UNESCO werelderfgoedlijst in een gezamenlijke inschrijving met het zuidelijker gelegen koraalatol van het Nationaal zeereservaat Sanganeb.